# Dichagyris melanuroides
Dichagyris melanuroides är en fjärilsart som beskrevs av Igor Kozhanchikov 1930. Dichagyris melanuroides ingår i släktet Dichagyris och familjen nattflyn. Inga underarter finns listade i Catalogue of Life.